# Hunan Xiangtao Zuqiu Julebu
L'Hunan Xiangtao Zuqiu Julebu (湖南湘濤足球俱樂部S, Húnán Xiāngtāo Zúqiú JùlèbùP), a volte tradotto come Hunan Billows Football Club, è una squadra di calcio cinese con sede a Changsha. La squadra gioca le sue partite allo Helong Stadium e milita in League Two. La società è stata fondata nel 2004 con il nome di Hunan Xiangjun Zuqiu Julebu.

## Denominazione[1]
- Dal 2004 al 2006: Hunan Xiangjun Zuqiu Julebu (湖南湘军足球俱乐部S; Hunan Xiangjun Football Club)
- Dal 2007: Hunan Xiangtao Zuqiu Julebu (湖南湘濤足球俱樂部S; Hunan Billows Football Club)

## Palmarès

### Competizioni nazionali
- China League Two: 1

2009